# Adidas Tango Durlast

Adidas Tango Durlast

Tango Durlast — офіційний м'яч Чемпіонату світу з футболу 1978 в Аргентині. Цей м'яч був розроблений компанією Adidas спеціально для цього чемпіонату.

## Назва
Назва м'яча присвячена традиційному аргентинському танцю — танго, що вражає своєю пристрасністю, емоційністю та елегантністю.

## Технічні характеристики
Сфера, що складається з 32 зшитих фрагментів (20 шестикутних і 12 п'ятикутних), які виготовлені з натуральної шкіри і вкриті блискучим водозахисним покриттям «Durlast».

## Дизайн
Adidas створила «футбольну класику» — дизайн м'яча, який використовувався понад 20 років. Намальовані на шестикутних панелях «тріади» утворювали на м'ячі 12 кругів навколо п'ятикутних фрагментів.

## Вартість
Tango Durlast, що коштував £50, став найдорожчим подібним м'ячем в історії.